# Massimo De Donato

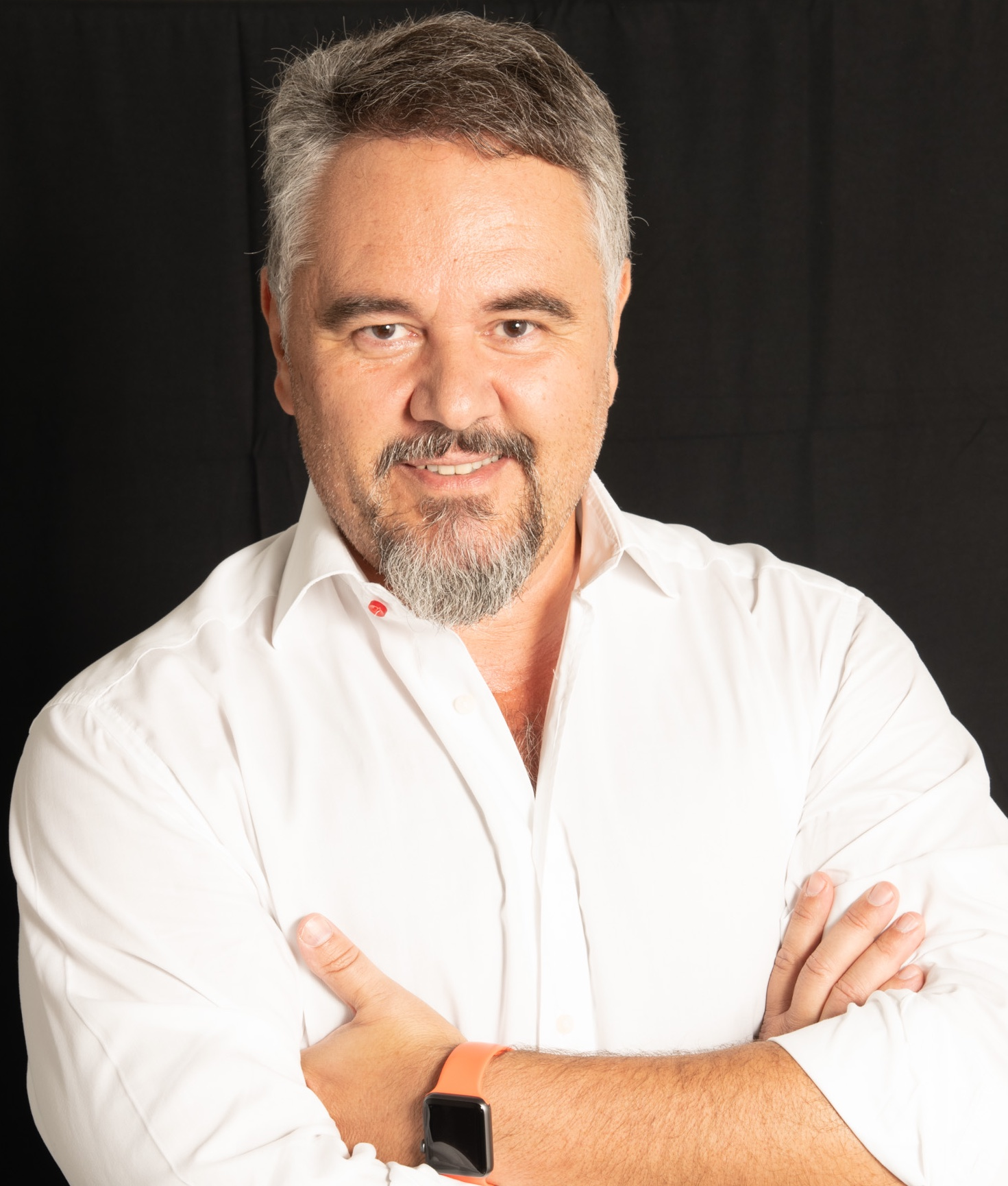
Autore e conduttore presso Radio24 (Il Sole 24 Ore)

Massimo De Donato (Salerno, 5 giugno 1968) è un giornalista italiano.

## Biografia

### Formazione
Laureato in Scienze Politiche (indirizzo internazionale), si occupa di comunicazione dal 1986. Tra il 1990 e il 1992 è allievo dell'Istituto Nazionale delle Comunicazioni “Giuseppe Marrazzo”. Segue stage tenuti da Peter Arnett (Cnn), Giancarlo Santalmassi (Rai), Alberto Castagna (Rai), Roberto Amen (Rai), Giuseppe Zaccaria (la Stampa), Raffaele Genah (Rai). 

### Carriera giornalistica
Diventato giornalista professionista nel 1997, si specializza nel settore dei motori e dell'economia dei trasporti attraverso collaborazioni con testate nazionali cartacee e radiotelevisive.

#### Carta stampata
Dopo una serie di esperienze con quotidiani nazionali (il Mattino, il Tempo, il Roma), dal 1993 avvia una serie di collaborazioni con testate dedicate al mondo dei trasporti acquisendo una competenza specifica in materia. Dal 1998 al 2011 è prima redattore poi caporedattore del Gruppo Editoriale Domus (Domus, Quattroruote, Tuttotrasporti, Volare, ecc.) 
Dal luglio 2011 è direttore responsabile di TIR, rivista nazionale mensile edita dal Ministero dei Trasporti. 

#### Radio
Nel 1999 entra in Rai con la conduzione della trasmissione “Uomini e Camion” di Rai Radio1. Tra il 1999 e il 2010 è stato conduttore e autore per il canale Rai di pubblica utilità Isoradio di trasmissioni legate al mondo dei motori e dei trasporti (tra cui “Dodiciruote” e “Trasporti Italia”).
Dal 2015 è conduttore e autore della rubrica “Container” di Radio 24, approfondimento settimanale dedicato al mondo dei trasporti e della logistica.
Dal 2018 è conduttore e autore della rubrica “Strade e Motori” di Radio 24, approfondimento settimanale dedicato al mondo dell’auto e della mobilità.

#### Televisione
Tra il 2011 e il 2015 è stato curatore e conduttore per Rai1 della rubrica "Car&Work" all'interno di Easy Driver, la storica produzione della Rai dedicata al mondo dell'automobile e dei motori.